# 马萨雷卢什
马萨雷卢什是葡萄牙波尔图区的一个堂区。总面积1.94平方公里，总人口7756人，人口密度3997.9人/平方公里。